# 何炘基
何炘基（英語：Richard Ho Yan Ki，1952年2月9日—），曾任香港城市大學署理校長和金融學講座教授。

## 經歷
- 早年就讀慈幼學校[1]，1972年在慈幼英文學校完成中七預科課程[2]，在校時曾獲得香港賽馬會助學金[3]。
- 加入城大之前，曾經任教香港中文大學及香港浸會大學
- 1990年，香港城市大學經濟及金融系系主任
- 1995年至2001年，香港城市大學商學院院長
- 2005年4月至2006年4月，香港城市大學本科生教務長
- 2006年4月至2007年4月，香港城市大學副校長(本科生教育)
- 2007年4月至2008年5月，香港城市大學署理校長
- 2008年5月至10月，香港城市大學校長特別顧問
- 2008年10月至2009年6月，香港城市大學學務副校長
- 2009年6月，辭去學務副校長職務

## 外部連結
- 香港城市大學：校長室 何炘基
- 馮強: 何炘基簡介

| 學術機關職務  | 學術機關職務                          | 學術機關職務 |
| ------------- | ------------------------------------- | ------------ |
| 前任： 張信剛 | 香港城市大學署理校長 2007年-2008年5月 | 繼任： 郭位  |